# Johannes Rath
Pour les articles homonymes, voir Rath.
Johannes Rath, né à Vienne, en Autriche le 31 janvier 1816 et mort à Kuils River, en Afrique du Sud, le 5 juin 1903, est un explorateur et missionnaire autrichien.

## Biographie
Tisserand, il s'engage dans la Mission rhénane en 1840 et est ordonné le 14 août 1844. Il s’installe alors au Cap et avec Heinrich Scheppmann atteint Walvis Bay qui vient d'être occupée par les Britanniques (1840).
Compagnon de Carl-Hugo Hahn dans ses expéditions dans le Sud-Ouest africain (1844-1845), il apprend la langue Otjiherero à Otjikango, et fonde la mission d'Otjimbingwe (1849). En 1857, il assiste Hahn dans sa mission d'évangélisation de l'Ovamboland au Damara.
En octobre 1858 Rath, accompagné de sa femme et ses six enfants, il part au Cap pour organiser l'éducation des deux aînés et pour obtenir la publication de son dictionnaire Otjiherero. Sur le chemin du retour, il fait naufrage à Walvis Bay (1er avril 1859) et perd sa femme et quatre de ses enfants dans la catastrophe.
De retour à Otjimbingwe (1861), il s'établit à Sarepta en 1862 où il restera comme missionnaire jusqu'en 1893. En 1866-1867, il recherche en outre des mines d'or entre le Zambèze et le Limpopo.
Décédé à Kuils River, il est inhumé à Sarepta.